# Same Day, Different Shit
Same Day, Different Shit è il quinto album ufficiale del rapper della West Coast Kurupt ed il suo debutto con il nome di Young Gotti (nome dato da Tupac Shakur a Kurupt). Questo album è uscito nel 2006 sotto la D.P.G. Recordz, etichetta di Daz Dillinger, nonché membro dei Tha Dogg Pound con lo stesso Kurupt.

## Tracce
1. Young Gotti Intro
2. Scrape Thru Tha Hood
3. Make That Ass Shake
4. I Get High 2
5. As Time Fly By (feat. Daz Dillinger)
6. Ganstaz Part. 2 (feat. Daz Dillinger)
7. Ryde & Roll
8. What Can I Do (feat. Ashthon Jones)
9. Yes I'm Quiccer
10. Shoot 'Em Up (skit)
11. Accessories (Nina Breeda)
12. I Did It
13. Ain't That Somethin' (feat. Daz Dillinger)
14. Young Gotti Outro